# Carl Alexander von Hügel
Carl Alexander von Hügel (Ratisbona, 25 aprile 1795 – Bruxelles, 2 giugno 1870) è stato un militare, diplomatico, botanico, nobile ed esploratore austriaco.

## Biografia
Carl Alexander von Hügel nacque a Ratisbona, in Baviera, il 25 aprile 1795, figlio del conte Johann Aloys Josef von Hügel, ambasciatore imperiale presso la dieta imperiale di Ratisbona. Nel 1813, dopo aver studiato legge all'Università di Heidelberg, divenne ufficiale degli ussari austriaci e combatté nelle guerre della sesta e della settima coalizione antinapoleonica. Dopo l'abdicazione del Bonaparte, Hügel visitò la Scandinavia e la Russia, per poi portarsi col resto delle truppe austriache nel sud della Francia e poi in Italia.
Nel 1824, Hügel prese residenza a Hietzing, un distretto della città di Vienna, dove fondò un grande giardino botanico e organizzò un'azienda per la vendita dei fiori da lui prodotti. Si fidanzò con la contessa ungherese Melanie Zichy-Ferraris, ma questa nel 1831 ruppe il contratto di fidanzamento per sposare il cancelliere austriaco Klemens Wenzel von Metternich.

### Il Grand Tour dell'Asia

#### Kashmir e Punjab
Deluso in amore, Hügel decise di intraprendere un lungo viaggio in Asia che sarà la fortuna della sua vita. Dal 1831 al 1836, si portò in Medioriente, nel subcontinente indiano, nell'estremo oriente ed in Australasia, per poi tornare in Europa doppiando il capo di Buona Speranza e l'isola di Sant'Elena. Della sua esperienza nel Kashmir e nel Punjab, in India settentrionale, trasse un'opera in quattro volumi che pubblicò negli anni successivi al suo ritorno in patria dal titolo Kaschmir und das Reich der Siek (letteralmente "Il Cashmere ed il Reame dei Sikh"). Il primo e il terzo volume sono resoconti del viaggio di Hügel nell'India settentrionale, incluso il suo incontro col maharaja Ranjit Singh, il governante sikh del Punjab, a Lahore e con diversi altri avventurieri europei; il secondo volume è invece dedicato alla storia del Kashmir, alla sua geografia ed alle sue risorse; il quarto volume è un resoconto di eventi vari.
Dopo la pubblicazione dell'ultimo volume, il maggiore inglese Thomas B. Jervis tradusse e annotò l'opera di Hügel per il pubblico inglese nel 1845. Quattro anni dopo, proprio per merito di questa sua pubblicazione, la Royal Geographical Society concesse a Hügel la Patron's Medal.

#### Australia, novembre 1833 – ottobre 1834
Dal novembre del 1833 all'ottobre del 1834, Hügel si portò in Australia, visitando la colonia di Swan River e King George Sound (Australia occidentale), Van Diemen's Land (Tasmania), l'isola di Norfolk e il Nuovo Galles del Sud per osservarne la flora locale e raccogliere dei semi per il suo giardino. La sua grande collezione venne poi descritta da Stephan Endlicher e lo stesso Hugel diede il proprio nome ad alcune specie botaniche come ad esempio la Alyogyne huegelii, la Begonia huegelii o la Acacia huegelii.
Durante questa visita, Hügel tenne un diario, poi tradotto da Dymphna Clark, che, oltre ai dati botanici, è uno dei rarissimi resoconti delle attitudini di un aristocratico europeo nei confronti dell'Australia coloniale dell'epoca.
Mentre si trovava a Sydney, Hügel fece amicizia col colonnello John George Nathaniel Gibbes, col quale condivideva l'interesse per le materie scientifiche. In generale, ad ogni modo, le opinioni di Hügel sull'amministrazione, i trasporti e la vita sociale nonché sugli sforzi missionari visti in Australia, come annotato sul suo diario, non furono positive. Per un uomo dalle simpatie reazionarie, Hügel si espresse contrariamente al maltrattamento degli aborigeni australiani.

### Il ritorno in Europa
Dopo il suo ritorno a Vienna, Hügel fondò la K.K. Gartenbau-Gesellschaft (Società Imperiale e Reale di Orticoltura e Floricoltura), della quale fu presidente dal 1837 al 1848, e divenne membro dell'Accademia austriaca delle scienze. Nel 1847, si fidanzò nuovamente, questa volta con Elizabeth Farquharson, figlia di un ufficiale militare scozzese che aveva incontrato in India nel 1833. Nel 1849 ottenne la medaglia d'oro della Royal Geographical Society per le sue pubblicazioni sul Kashmir.

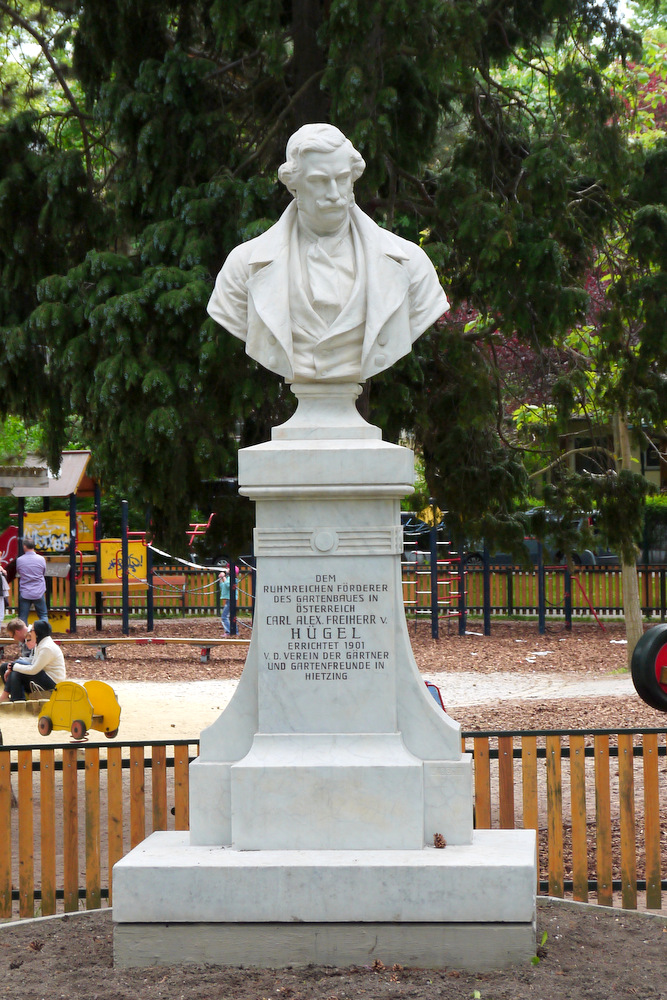
Memoriale a Hietzing, Vienna, scolpito da Johann Benks, 1901.

Con lo scoppio della rivoluzione del 1848, Hügel aiutò l'antico rivale in amore, il cancelliere Metternich, a fuggire da Vienna a Londra. Vendette quindi il proprio giardino botanico, riprese la propria carriera nell'esercito, e prese parte attiva alla prima guerra d'indipendenza italiana. Dal 1850 al 1859, fu inviato straordinario per conto dell'Austria (ambasciatore) nel Granducato di Toscana, sposandosi infine a Firenze con Elizabeth Farquharson nel 1851. In quegli anni ebbe il non facile compito di mantenere l'ordine nel possedimento asburgico, mediando la ferma posizione della corte di Vienna con il nazionalismo toscano guidato da Andrea Corsini, V principe di Sismano, ministro degli esteri del granducato.
Nel 1860 divenne ambasciatore austriaco a Bruxelles e pubblicò una seconda opera basata sul suo viaggio in Asia, questa volta dedicata alle Filippine: Der Stille Ocean und die spanischen Besitzungen im ostindischen Archipel (L'Oceano Pacifico e i possedimenti spagnoli nell'arcipelago delle Indie orientali). Si ritirò dal servizio attivo nel 1867 e si portò con la sua famiglia a vivere presso Torquay, nel Devon, in Inghilterra. Tre anni dopo, il 2 giugno 1870, morì a Bruxelles mentre si stava portando in visita a Vienna. Quando Hügel morì aveva probabilmente in animo di pubblicare altri libri sulle memorie dei suoi viaggi in quanto vennero trovate moltissime note su luoghi e fatti dei suoi viaggi. Dopo la sua morte, la sua copiosa collezione venne donata al Museo di Etnologia di Vienna, costituendone una parte significativa. La città di Vienna gli ha dedicato un monumento commemorativo nel 1901.
Nel sistema di nomenclatura binomiale, Hügel viene spesso abbreviato in "Hüg.".

### Matrimonio e figli
Hügel e sua moglie Elizabeth Farquharson ebbero insieme tre figli. Friedrich von Hügel, nato nel 1852, divenne un noto teologo cattolico della sua epoca; Anatole von Hügel, nato nel 1854, divenne un noto antropologo; la figlia della coppia, Pauline von Hügel, nata 1858, fu la fondatrice della chiesa del Corpus Christi a Boscombe, oggi parte del comune di Bournemouth, nel Dorset, in Inghilterra.
Secondo le memorie di Klemens von Metternich, Karl von Hügel ebbe anche un figlio naturale dalla contessa Jozefa Forgách de Ghymes, il quale però venne poi portato in Russia, adottato dalla principessa Elizaveta Michajlovna Kutuzova e assunse il nome di Feliks Nikolaevič Sumarokov-Ėl'ston e fu nonno del principe Feliks Feliksovič Jusupov.